# Hartmann Hinterhuber
Hartmann Hinterhuber (* 17. Oktober 1942 in Bruneck, Südtirol) ist ein italienisch-österreichischer Psychiater und Hochschullehrer.

## Leben
Hinterhuber studierte von 1961 bis 1968 Medizin an den Universitäten Innsbruck und Padua. Er wurde 1968 promoviert und absolvierte danach eine Ausbildung zum Specialista in Malattie nervose e mentali an der Scuola di Specializzazione in Neurologia e Psichiatria der Universität Bologna, die er 1972 abschloss. Im selben Jahr übernahm er die Leitung der von ihm gegründeten Zentren für Psychische Gesundheit der Autonomen Provinz Bozen-Südtirol (Italien). 1976 wurde er Oberarzt der Universitätsklinik für Psychiatrie in Innsbruck, 1978 Primarius der Psychiatrischen Dienste Südtirol Nord und Ost. Seine Ausbildung zum Facharzt für Psychiatrie und Neurologie schloss er 1982 an der Psychiatrisch-neurologischen Universitätsklinik Innsbruck ab. Im gleichen Jahr wurde er an der Medizinischen Fakultät der Universität Innsbruck mit der Schrift „Die Epidemiologie psychiatrischer Erkrankungen“ für Psychiatrie und Neurologie habilitiert.
1985 berief ihn die Universität Innsbruck zum ordentlichen Universitätsprofessor für Psychiatrie und Vorstand der Universitätsklinik für Psychiatrie, deren Leitung er bereits seit 1983 kommissarisch innehatte. 1990 gründete er das Institut für Suchtforschung der Universität Innsbruck mit Sitz in Frastanz, dem er auch als Direktor vorstand. Von 1999 bis 2003 war er Vizedekan der Medizinischen Fakultät der Universität Innsbruck. Seit 2008 ist er Facharzt für Psychiatrie und Psychotherapeutische Medizin. 2011 wurde Hinterhuber emeritiert. Nachfolger auf seinem Lehrstuhl wurde W. Wolfgang Fleischhacker.
Mit Kornelius Kryspin-Exner (1926–1985) gründete Hinterhuber 1975 die „Gesellschaft für Psychische Gesundheit – pro mente tirol“, der er seit 1986 als Präsident vorsteht und die mit 300 Mitarbeitern heute die größte sozialpsychiatrischen Einrichtung Westösterreichs ist. Von 2001 bis 2007 war er Mitglied der österreichischen Bioethikkommission.
Seine Forschungsschwerpunkte sind Allgemeine Psychiatrie, Sozialpsychiatrie und psychiatrische Rehabilitation, depressive Störungen und psychiatrische Erkrankungen des Alters sowie Suchtmedizin.
Hartmann Hinterhuber gründete 1982 mit Kornelius Kryspin-Exner und Franz Gerstenbrand die österreichische Fachzeitschrift Neuropsychiatrie, die er bis 2011 mit Ullrich Meise und Johannes Wancata herausgab. Er ist Autor bzw. Herausgeber von 38 Büchern und hat über 400 wissenschaftliche Arbeiten publiziert.

## Schriften (Auswahl)
- Zur Katamnese der Schizophrenien. In: Fortschritte der Neurologie Psychiatrie. Bd. 41 (1973), H. 10, S. 528–558.
- Die Grenzen der sozialen Reintegration nach mehrjähriger psychiatrischer Hospitalisierung. In: Psychiatrische Praxis. Bd. 6 (1979), H. 1, S. 50–53.
- Epidemiologie psychiatrischer Erkrankungen. Eine Feldstudie. Enke, Stuttgart 1982.
- Christian Haring, Christian Humpel, B. Auer, Alois Saria, Christian Barnas, W. Wolfgang Fleischhacker, Hartmann Hinterhuber: Clozapine plasma levels determined by high performance liquid chromatography with ultraviolet detection. In: Journal of Chromatography. Bd. 428, 1988, S. 160–166.
- Josef Marksteiner, Alois Saria, Hartmann Hinterhuber: Distribution of secretoneurin-like immunoreactivity in comparison with that of substance P in the human brain stem. In: Journal of Chemical Neuroanatomy. Bd. 7 (1994), S. 253–270.
- Ermordet und vergessen. Nationalsozialistische Verbrechen an psychisch Kranken und Behinderten in Nord- und Südtirol. Verlag Integrative Psychiatrie, Innsbruck 1995.
- mit W. Wolfgang Fleischhacker: Lehrbuch der Psychiatrie. Thieme, Stuttgart 1997.
- mit Manfred P. Heuser, Anna Schoch: Seelen. Verlag Integrative Psychiatrie, Innsbruck 2000.
- Die Seele. Natur- und Kulturgeschichte von Psyche, Geist und Bewusstsein. Springer, Wien 2001.
- Eberhard A. Deisenhammer, M. Huber, Georg Kemmler, E. M. Weiss, Hartmann Hinterhuber: Psychiatric hospitalizations during the last 12 months before suicide. In: General Hospital Psychiatry. Bd. 29 (2007), H. 1, S. 63–65.
- (Hrsg.) mit W. Wolfgang Fleischhacker: Lehrbuch Psychiatrie. Springer, Wien 2012.
- Michaela Defrancesco, Karl Egger, Josef Marksteiner, Regina Esterhammer, Hartmann Hinterhuber, Eberhard A. Deisenhammer, Michael Schocke: Changes in White Matter Integrity before Conversion from Mild Cognitive Impairment to Alzheimer’s Disease. In: PLOS ONE. Bd. 9 (2014), H. 8, e106062, DOI:10.1371/journal.pone.0106062.

## Auszeichnungen
- 1994: Hans-Prinzhorn-Medaille der Deutschsprachigen Gesellschaft für Kunst & Psychopathologie des Ausdrucks e.V.[7]
- 2002: Hans-Strotzka-Preis für besondere Verdienste um die österreichische Sozialpsychiatrie[6]
- 2008: Ehrenzeichen des Landes Tirol[8]
- 2009: Sozialehrenzeichen der Stadt Innsbruck[9]
- 2012: Wissenschaftspreis der Leopold-Franzens-Universität Innsbruck[6]